# Lồ ô Đà Nẵng
Lồ ô Đà Nẵng, tên khoa học Schizostachyum zollingeri, là một loài thực vật có hoa trong họ Hòa thảo. Loài này được Steud. miêu tả khoa học đầu tiên năm 1854.